# Lijst van voetbalinterlands India - Tadzjikistan
Deze lijst van voetbalinterlands is een overzicht van alle officiële voetbalinterlands tussen de nationale teams van India en Tadzjikistan. De landen hebben tot nu toe vijf keer tegen elkaar gespeeld. De eerste ontmoeting was een groepswedstrijd tijdens de AFC Challenge Cup 2008 op 1 augustus 2008 in Haiderabad. Het laatste duel, een vriendschappelijke wedstrijd, werd gespeeld in Ahmedabad op 7 juli 2019.

## Wedstrijden
| № | Plaats     | Datum            | Competitie             | Wedstrijd            | Uitslag |
| - | ---------- | ---------------- | ---------------------- | -------------------- | ------- |
| 1 | Haiderabad | 1 augustus 2008  | AFC Challenge Cup 2008 | India − Tadzjikistan | 1 − 1   |
| 2 | New Delhi  | 13 augustus 2008 | AFC Challenge Cup 2008 | India − Tadzjikistan | 4 − 1   |
| 3 | Kathmandu  | 9 maart 2012     | AFC Challenge Cup 2012 | India − Tadzjikistan | 0 − 2   |
| 4 | Choedzjand | 14 augustus 2013 | Vriendschappelijk      | Tadzjikistan − India | 3 − 0   |
| 5 | Ahmedabad  | 7 juli 2019      | Vriendschappelijk      | India − Tadzjikistan | 2 − 5   |

## Samenvatting
| Competitie        | Totaal gespeeld | Winst India | Gelijk | Winst Tadzjikistan | Doelsaldo India – Tadzjikistan |
| ----------------- | --------------- | ----------- | ------ | ------------------ | ------------------------------ |
| AFC Challenge Cup | 3               | 1           | 1      | 1                  | 5 − 4                          |
| Vriendschappelijk | 2               | 0           | 0      | 2                  | 2 − 7                          |
| Totaal            | 5               | 1           | 1      | 3                  | 7 − 11                         |

AIFF · A-Internationals · Bondscoaches · Statistieken · Olympisch elftal · Indiaas vrouwenelftal · India U21 · India U20 · India U19 · India U18 · India U17
1930 – 1949 · 
1950 – 1959 · 
1960 – 1969 · 
1970 – 1979 · 
1980 – 1989 · 
1990 – 1999 · 
2000 – 2009 · 
2010 – 2019 ·
2020 − 2029
Afghanistan ·
Argentinië ·
Australië ·
Azerbeidzjan · 
Bahrein ·
Bangladesh ·
Bhutan ·
Brunei ·
Cambodja ·
China ·
Curaçao ·
Fiji ·
Filipijnen ·
Finland ·
Ghana ·
Guam ·
Guyana ·
Hongarije ·
Hongkong ·
IJsland ·
Indonesië ·
Irak ·
Iran ·
Israël ·
Jamaica ·
Japan ·
Jemen ·
Jordanië ·
Kameroen ·
Kenia ·
Kirgizië ·
Koeweit ·
Laos ·
Libanon ·
Macau ·
Malediven ·
Maleisië ·
Marokko ·
Mauritius ·
Mongolië ·
Myanmar ·
Namibië ·
Nepal ·
Nieuw-Zeeland ·
Noord-Korea ·
Oezbekistan ·
Oman ·
Pakistan ·
Palestina ·
Peru ·
Polen ·
Puerto Rico ·
Qatar ·
Saint Kitts en Nevis ·
Saoedi-Arabië ·
Singapore ·
Sovjet-Unie ·
Sri Lanka ·
Suriname ·
Syrië ·
Tadzjikistan ·
Taiwan ·
Thailand ·
Trinidad en Tobago ·
Turkmenistan ·
Uruguay ·
Vanuatu ·
Verenigde Arabische Emiraten ·
Vietnam ·
Wit-Rusland ·
Zambia ·
Zuid-Korea ·
Zuid-Vietnam
TFF · A-internationals · Tadzjieks vrouwenelftal
1994 – 1999 ·
2000 – 2009 ·
2010 – 2019 ·
2020 − 2029
Afghanistan ·
Australië ·
Azerbeidzjan ·
Bahrein ·
Bangladesh ·
Bhutan ·
Brunei ·
Cambodja ·
China ·
Estland ·
Filipijnen ·
Guam ·
Hongkong ·
India ·
Irak ·
Iran ·
Japan ·
Jemen ·
Jordanië ·
Kazachstan ·
Kirgizië ·
Koeweit ·
Libanon ·
Macau ·
Malediven ·
Maleisië ·
Mongolië ·
Myanmar ·
Nepal ·
Noord-Korea ·
Oeganda ·
Oezbekistan ·
Oman ·
Pakistan ·
Palestina ·
Qatar ·
Rusland ·
Saoedi-Arabië ·
Singapore ·
Sri Lanka ·
Syrië ·
Thailand ·
Trinidad en Tobago ·
Turkmenistan ·
Verenigde Arabische Emiraten ·
Vietnam ·
Wit-Rusland ·
Zuid-Korea